# Йозеф Седлачек
Йозеф Седлачек (чеськ. Josef Sedláček, 15 грудня 1893, Відень — 15 січня 1985) — чехословацький футболіст, що грав на позиції правого крайнього нападника.
Виступав, зокрема, за клуб «Спарта» (Прага), а також національну збірну Чехословаччини.
Чотириразовий чемпіон Чехословаччини.

## Клубна кар'єра
Розпочинав кар'єру у «Бубенці», після чого перебрався до клубу «Олімпія» VII (Прага). У 1914 році був мобілізований до війська. Осінню того ж року поблизу Любліна був поранений у стегно. Згодом повернувся на фронт і менш ніж за рік біля міста Горіція, після влучання шрапнелі, отримав важку травму передпліччя. Під час операції йому вирізали частину гомілки і пересадили на передпліччя. Незважаючи на такі поранення, Седлачик повернувся у футбол. Хоча у першій грі після невдалого падіння знову потрапив до лікарні. Щоб зменшити ризик травм, перед виходом на поле підкладав вату на передпліччя і одягав спеціальні щитки на ноги.
У 1917 році перейшов до складу клубу «Вікторії» (Жижков), але осінню виступав у складі «Славії». Зі «Славією» став чемпіоном першого післявоєнного чемпіонату 1918 року. Забив 20 голів з 54 командних у чемпіонаті.
Осінню 1918 року перейшов до «Спарти» (Прага), кольори якої захищав протягом восьми наступних років. Виграв з командою багато національних трофеїв. У 1925 році отримав перелом ноги, після якого не грав дев'ять місяці. Зрештою повернувся на поле і шістьма голами у 13 матчах допоміг команді здобути перший титул чемпіона нещодавно створеної професіональної ліги у 1926 році.
Помер 15 січня 1985 року на 92-му році життя.

## Виступи за збірні
В 1916 році Чеська футбольна федерація була розпущена, а клуби перейшли під крило Австрійської федерації. Чеські футболісти отримували запрошення в збірну Австрії. 7 жовтня 1917 року Седлачек і ще три гравці «Славії» зіграли в товариському матчі проти Угорщини (1:2). Йозеф відзначився голом, а крім нього грали «славіста» Ян Ванік, Вацлав Прошек і Франтішек Фіхта. На той момент чеські функціонери уже проголосили про вихід з Австрійської федерації і відновлення ЧФФ, тому вчинок футболістів був визнаний порушенням. Гравці отримали дискваліфікації. Представникам «Славії» вдалося оскаржити це рішення і зняти дискваліфікацію з футболістів. Але команда на той момент встигла отримати три технічних поразки в чемпіонаті Чехії, адже суперники відмовлялись грати за умови участі цих чотирьох гравців.
1920 року дебютував в офіційних матчах у складі збірної Чехословаччини. Загалом у формі головної команди країни провів 14 матчів, забивши 7 голів.
У складі збірної був учасником футбольного турніру на Олімпійських іграх 1920 року в Антверпені, футбольного турніру на Олімпійських іграх 1924 року у Парижі.
Також грав у складі збірної Праги. Одним з найвідоміших його матчів за збірну міста був поєдинок проти збірної Парижа в 1922 році. Празька команда, за яку виступали 8 гравців «Спарти» і 3 представники «Уніона», здобула перемогу в столиці Франції з рахунком 2:0.
| Дата      | Місто    | Господарі | Результат | Гості   | Турнір           | Голи | Примітки |
| --------- | -------- | --------- | --------- | ------- | ---------------- | ---- | -------- |
| 7-10-1917 | Будапешт | Угорщина  | 2 – 1     | Австрія | товариський матч | 1    |          |
| Усього    |          | Матчів    | 1         |         | Голів            | 1    |          |

## Титули і досягнення
- Чемпіон Середньочеської ліги (6):

«Славія» (Прага): 1918
«Спарта» (Прага): 1919, 1920, 1921, 1922, 1923
- Чемпіон Чехословаччини (3):

«Спарта» (Прага): 1919, 1922, 1925–1926
- Володар Середньочеського кубка (5):

«Спарта» (Прага): 1918, 1919, 1920, 1923, 1924